# ワタウガ郡 (ノースカロライナ州)
ワタウガ郡（英: Watauga County、 [wɑːˈtɑːwɡɑː]）は、アメリカ合衆国ノースカロライナ州の西部に位置する郡である。2010年国勢調査での人口は51,079人であり、2000年の42,695人から19.6%増加した。郡庁所在地はブーン町（人口17,122人）であり、同郡で人口最大の町でもある。

## 歴史
ワタウガ郡は1849年にアッシュ郡、コールドウェル郡、ウィルクス郡、ヤンシー郡のそれぞれ一部を合わせて設立された。郡名はワタウガ川から採られており、「ワタウガ」という言葉はインディアンの言葉であるとされているが、その意味については歴史家の間で諸説あり、美しい水、囁く水、泉の多い村、島のある川など様々である。
1861年、ワタウガ郡、バーク郡、コールドウェル郡、マクドウェル郡、ヤンシー郡のそれぞれ一部を合わせてミッチェル郡が設立された。1911年、ワタウガ郡、コールドウェル郡、ミッチェル郡の一部を合わせ、アベリー郡が作られた。
カントリーミュージックの草分けであるアル・ホプキンスが1889年にワタウガ郡で生まれた。
グラミー賞を8度受賞したドク・ワトソンは1923年にワタウガ郡で生まれ、その死の時までディープギャップの町にある家を維持していた。

## 郡政府
ワタウガ郡は地域自治体の委員会であるハイカントリー自治体委員会のメンバーである。

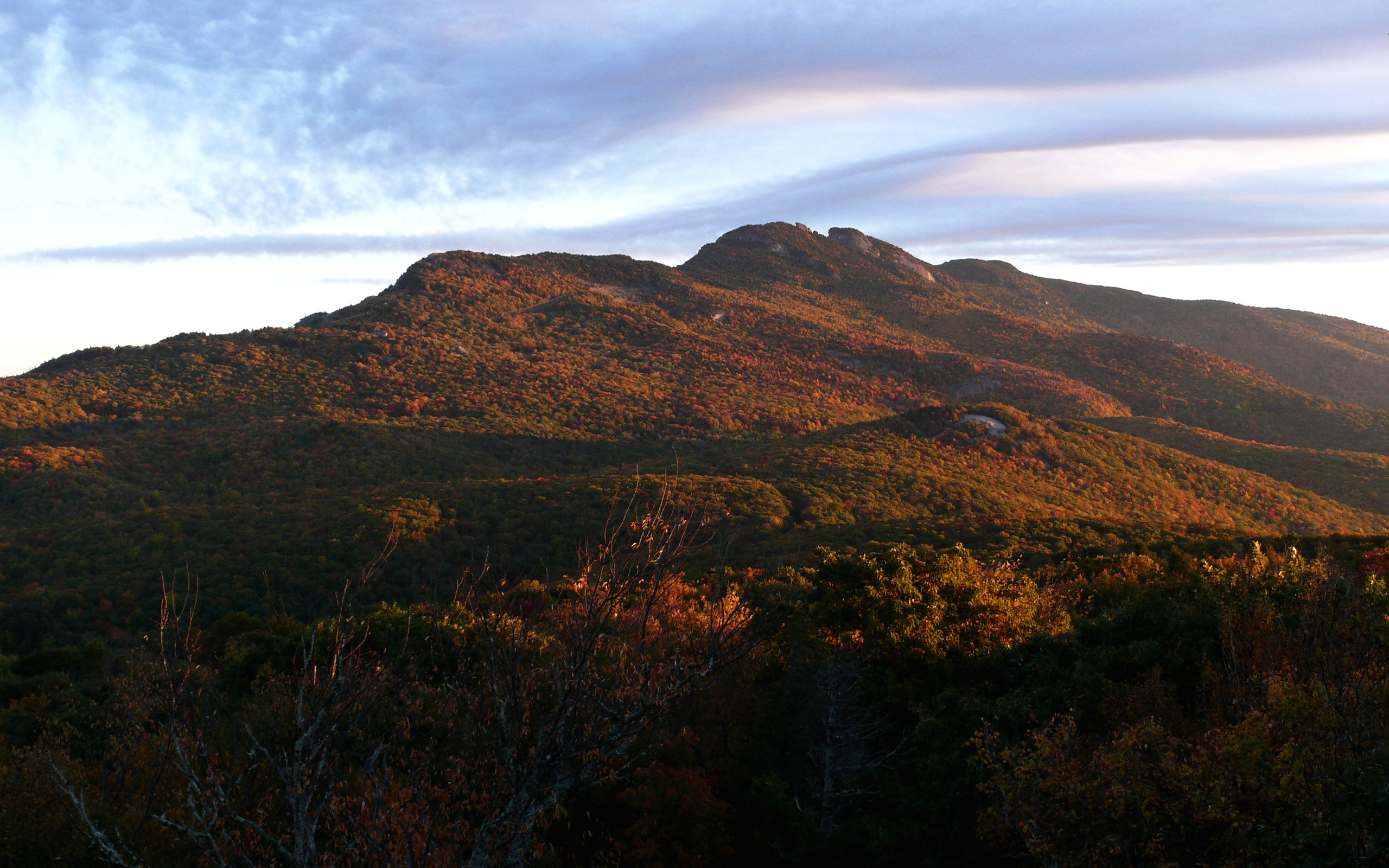
ワタウガ郡にあるグランドファーザー山、標高5,964フィート (1,818 m)

## 農林業
- ワタウガ郡はフレーザーモミのクリスマスツリーを大量に生産している。
- 農業経済に依存する郡において生産量増大が主たる関心事だった。かつてはキャベツが広く栽培され、ザワークラウトの工場もブーンにあったが、閉鎖されてから久しい。ブーン町内とアパラチアン州立大学キャンパスを流れるブーン・クリークには、この工場から排出されるザワークラウト液の臭いが出ていたので、現在でもクラウト・クリークというニックネームがある。
- ワタウガ郡ファーマーズマーケットが1974年以来ブーンで開催されている。

## 地理
アメリカ合衆国国勢調査局に拠れば、郡域全面積は313平方マイル (810 km2)であり、このうち陸地313平方マイル (810 km2)、水域は0平方マイル (0 km2)で水域率は0.07%である。郡内は非常に山岳部が多く、全域がアパラチア山脈の中に入っている。郡内最高地点はグランドファーザー山（隣接するアベリー郡とコールドウェル郡に跨る）の最高点であるキャロウェイ峰であり、標高5,964フィート (1,818 m) である。ビーチマウンテンの町は標高5,506フィート (1,678 m) にあり、ミシシッピ川より東では最も高い町である。郡庁所在地かつ人口最大の町であるブーンは、アメリカ合衆国東部の人口1万人以上の町では最も高い標高3,333フィート (1,016 m) にある。

### 郡区
ワタウガ郡は15の郡区に分割されている。ボールドマウンテン、ビーバーダム、ブロウイングロック、ブルーリッジ、ブーン、ブラッシーフォーク、コーブクリーク、ベセル、ディープギャップ、ミートキャンプ、ニューリバー、ノースフォーク、ショーニーホー、ストーニーフォーク、トッドの各郡区である。

### 交通
郡の近くに商業空港や鉄道の駅は無い。アムトラックがピードモント台地にあるハイポイントやウィンストン・セーラムを通っている。またピードモント地域交通公社がワタウガ郡へのシャトルバスを運行している。ワタウガ医療センターにはヘリポートがある。ブーンには一般用途の小さな滑走路(FAA: NC14) がある。商業便を利用する人は、シャーロット市のシャーロット・ダグラス国際空港、グリーンズボロ市のピードモント・トライアド国際空港、ローリー・ダーラム国際空港、あるいはテネシー州のトライシティズ地域空港を利用している。
ブーンではアッパルカートによる公共輸送体系があり、中心街と外郭部、田園部への特別ルート、ウィルクス、ウィンストン・セイラム、グリーンズボロ、レノア、ヒッコリー、リンカーントン、ガストニア、シャーロットへの都市間ルートがあり、低料金で運行している。

#### 主要高規格道路
- アメリカ国道21号線
- アメリカ国道321号線
- アメリカ国道421号線
- ノースカロライナ州道88号線
- ノースカロライナ州道105号線
- ノースカロライナ州道194号線

### 隣接する郡
- アッシュ郡 - 北東
- ウィルクス郡 - 東
- コールドウェル郡 - 南
- アベリー郡 - 南西
- ジョンソン郡 (テネシー州) - 北西

### 国立保護地域
- ブルーリッジ・パークウェイ（部分）
- ピスガー国立の森（部分）

## 気候
ノースカロライナ州のハイカントリー（西部の高原部）の大半と同様、ワタウガ郡は湿潤大陸性気候にあり、州内他地域よりもかなり冷涼で劇的に変化する気象が特徴である。特に雨になったときは気象の変化が激しい。風が吹くと、気温が急低下し、晩春や早秋には氷雨も起こる。この原因の一部は標高が高いこと、一部は地形的な上昇気流のために、東部の低地よりも雨を降らせ易くしていることである。7月を除いてどの月も降雪や霙が報告されている。岩がちの地形と標高が高いことで、風も強くなりやすい。冬は長く、厳しく、寒い。郡民はワタウガ郡の冬が、アメリカ合衆国南部ではなく北部の冬に似ていると言う者も多い。
冬は寒いのでスキー場も幾つかある。アパラチアン・スキー・マウンテンが有名である。
郡のウェブサイトには地理情報システムへのリンクが張られている。

## 人口動態
以下は2000年国勢調査による人口統計データである。
| 基礎データ - 人口: 42,695人 - 世帯数: 16,540 世帯 - 家族数: 9,411 家族 - 人口密度: 53人/km2（137人/mi2） - 住居数: 23,155軒 - 住居密度: 29軒/km2（74軒/mi2） 人種別人口構成 - 白人: 96.45% - アフリカン・アメリカン: 1.59% - ネイティブ・アメリカン: 0.25% - アジア人: 0.59% - 太平洋諸島系: 0.04% - その他の人種: 0.45% - 混血: 0.62% - ヒスパニック・ラテン系: 1.46% 先祖による構成 - イギリス系：25.1% - ドイツ系：22.5% - アイルランド系：13.3% | 年齢別人口構成 - 18歳未満: 16.3% - 18-24歳: 27.8%（アパラチアン州立大学があるので多い） - 25-44歳: 23.4% - 45-64歳: 21.5% - 65歳以上: 11.0% - 年齢の中央値: 30歳 - 性比（女性100人あたり男性の人口） - 総人口: 99.3 - 18歳以上: 98.2 世帯と家族（対世帯数） - 18歳未満の子供がいる: 23.2% - 結婚・同居している夫婦: 47.4% - 未婚・離婚・死別女性が世帯主: 6.8% - 非家族世帯: 43.1% - 単身世帯: 28.6% - 65歳以上の老人1人暮らし: 8.0% - 平均構成人数 - 世帯: 2.26人 - 家族: 2.80人 | 収入と家計 - 収入の中央値 - 世帯: 32,611米ドル - 家族: 45,508米ドル - 性別 - 男性: 29,135米ドル - 女性: 22,006米ドル - 人口1人あたり収入: 17,258米ドル - 貧困線以下 - 対人口: 17.9% - 対家族数: 7.2% - 18歳未満: 11.5% - 65歳以上: 10.6% |

## 都市と町

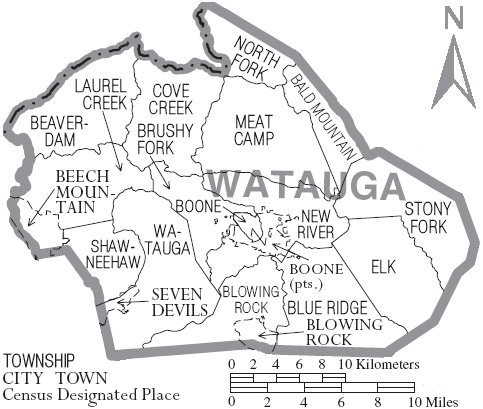
ワタウガ郡の自治体と郡区

- ビーチマウンテン
- ブロウイングロック
- ブーン - 郡庁所在地
- セブンデビルズ

### 未編入の町
- ディープギャップ
- フォスコー
- ミートキャンプ
- シュガーグローブ
- バレクルシス
- ザイオンビル

## 教育
郡内の幼稚園生から8年生を教える学校は公私立合わせて10校がある。高校はワタウガ高校1校である。

### 高等教育機関
- アパラチアン州立大学
- コールドウェル・コミュニティカレッジ&工科学校サテライトキャンパス